# Maushamster
Die Maushamster (Calomyscus) sind eine Gattung der Mäuseartigen, die in Westasien verbreitet ist. Mit Hamstern haben sie im Aussehen nichts gemein, sind aber vielleicht mit diesen verwandt. Die Zuordnung dieser Gattung ist noch weitgehend unklar.
Die folgenden zehn Arten werden unterschieden:
- Zagros-Maushamster, Calomyscus bailwardi Thomas 1905, Zentral-Iran
- Belutschistan-Maushamster, Calomyscus baluchi Thomas 1920, Belutschistan
- Calomyscus behzadi Akharirad, Dezhman, Aliabadian, Siahsarvie, Shafaeipour & Mirshamsi in Dezhman, Akbarirad, Aliabadian, Siahsarvie, Shafaeipour & Mirshamsi, 2021, Ghalarang-Gebirge, Provinz Ilam, Iran
- Goodwins Persischer Maushamster, Calomyscus elbruzensis Goodwin, 1938, nördlichen Iran, westliches Afghanistan und südliches Turkmenistan
- Edler Maushamster, Calomyscus grandis Schlitter & Setzer, 1973, Elburs-Gebirge im nördlichen Iran
- Hotson-Maushamster, Calomyscus hotsoni Thomas 1920, südöstlicher Iran u. südwestliches Pakistan
- Calomyscus kermanensis Dezhman, Akbarirad, Aliabadian, Siahsarvie, Shafaeipour & Mirshamsi, 2023, Provinz Kerman, Iran
- Afghanischer Maushamster, Calomyscus mystax Kashkarov 1925, nördliches Afghanistan, nordöstlicher Iran, südliches Turkmenistan
- Syrien-Maushamster, Calomyscus tsolovi Peshev 1991, südwestliches Syrien
- Urartu-Maushamster, Calomyscus urartensis Vorontsov & Kartavtseva 1979, iranischer Teil des Kaukasus

Manchmal werden aber auch alle Maushamster einer einzigen Art zugerechnet, die dann Calomyscus bailwardi genannt wird.
Maushamster sehen mausartig aus. Sie haben eine Kopf-Rumpf-Länge von sieben bis neun Zentimeter, hinzu kommen acht bis zehn Zentimeter Schwanz. Sie sind oberseits sand- oder graubraun und unterseits weiß gefärbt. Auffällig sind die großen Ohren.
Habitat sind sowohl Halbwüsten und Steppen als auch Wälder in Höhenlagen zwischen 400 und 3500 Meter. Maushamster sind nachtaktiv und ernähren sich von Samen und anderem Pflanzenmaterial. Tagsüber verbergen sie sich in Bauen. Da sie selbst nicht gut graben können, nutzen sie oft verlassene Baue anderer Tiere, zum Beispiel von Rennratten.
Die systematische Stellung der Maushamster ist unklar. Am ähnlichsten sehen sie den amerikanischen Weißfußmäusen, die zu den Neuweltmäusen gehören. Die Übereinstimmungen sind so zahlreich, dass die Maushamster von manchen Zoologen schon zu den Neuweltmäusen gestellt wurden, was sie zu den einzigen altweltlichen Vertretern dieses Verwandtschaftskreises machen würde. Wegen der Eigenarten des Gebisses ist aber eine Stellung in der Nähe der Hamster wahrscheinlicher. In den meisten Systematiken stehen die Maushamster isoliert und werden als eigene Unterfamilie oder Familie (Calomyscidae) betrachtet.